# A Tribute to Miles
A Tribute to Miles je spominski studijski album štirih članov nekdanjega Miles Davis Quinteta: pianista Herbieja Hancocka, saksofonista Wayna Shorterja, kontrabasista Rona Carterja in bobnarja Tonyja Williamsa, Davisovo mesto pa je zapolnil trobentač Wallace Roney.
Album je leta 1994 osvojil grammyja za najboljšo jazz instrumentalno izvedbo.

## Sprejem
Scott Yanow je v recenziji za spletni portal AllMusic zapisal: “V celoti gledano je ta obuditev uspeh tudi, če album ne vsebuje novih odkritij. Še posebej lepo je v takšni zasedbi zopet slišati Wayna Shorterja.”

## Seznam skladb
| Št. | Naslov               | Pisec          | Dolžina |
| --- | -------------------- | -------------- | ------- |
| 1.  | „So What‟ (v živo)   | Miles Davis    | 10:19   |
| 2.  | „RJ‟                 | Ron Carter     | 4:04    |
| 3.  | „Little One‟         | Herbie Hancock | 7:20    |
| 4.  | „Pinocchio‟          | Wayne Shorter  | 5:45    |
| 5.  | „Elegy‟              | Tony Williams  | 8:43    |
| 6.  | „Eighty One‟         | Davis, Carter  | 7:29    |
| 7.  | „All Blues‟ (v živo) | Davis          | 15:17   |

## Osebje

### Glasbeniki
- Herbie Hancock – klavir, kaliope
- Wayne Shorter – tenorski saksofon, sopranski saksofon
- Wallace Roney – trobenta
- Ron Carter – kontrabas
- Tony Williams – bobni

### Produkcija
- Tonski mojster (miks): Allen Sides, Tomoo Suzuki
- Asistent tonski mojster (miks): Dave Hecht, Mark Guilbeault, Rail Jon Rogut, Eric Rudd
- Tonski mojster: Bob Skye, Tomoo Suzuki, Manny Lacarrubba
- Asistent tonski mojster: Tom Hardisty
- Oblikovanje, ilustracije: Dirk Walter
- Fotografije: Hiroyuki Arakawa
- Umetniški direktor: Maxine Van-Cliffe Arakawa